# 제시카 페굴라

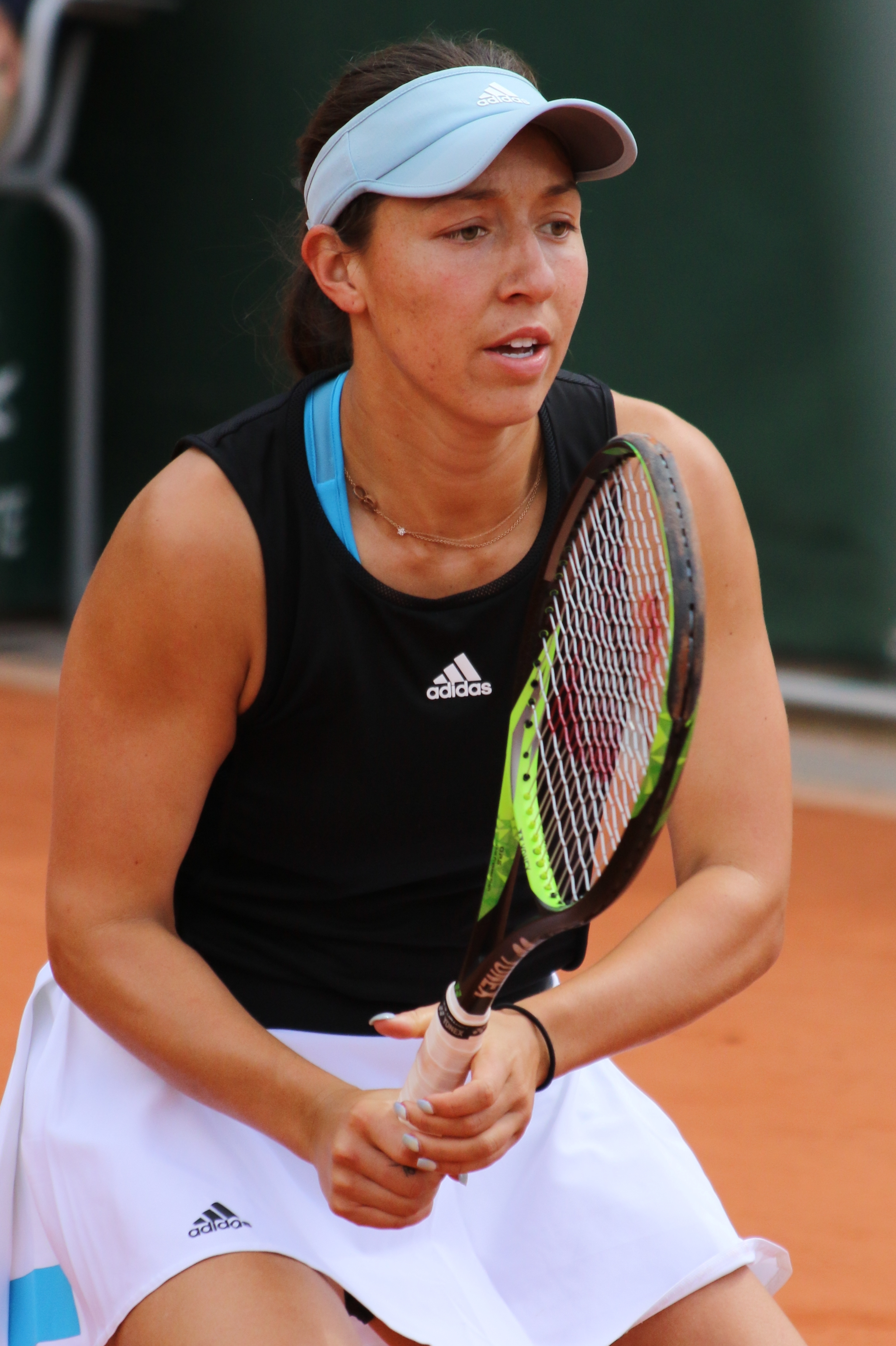

제시카 페굴라(Jessica Pegula, 1994년 2월 24일 ~ )는 미국의 프로 테니스 선수이다. 2022년 10월 24일에 달성한 단식 세계 3위, 2023년 9월 11일에 달성한 복식 세계 1위라는 통산 최고 WTA 순위를 보유하고 있다. 페굴라는 WTA 투어에서 5개의 단식 타이틀과 7개의 복식 타이틀을 획득했다. 각 분야에서 두 개의 WTA 1000 타이틀을 포함한다.
페굴라는 4개의 그랜드 슬램 토너먼트 모두에서 이 단계에 도달했으며 단식 부문에서 6차례 메이저 8강에 진출했다. 호주 오픈(2021~2023)에서 세 번, 프랑스 오픈(2022), US 오픈(2022), 윔블던(2023)에서 한 번. 그녀는 또한 2023 WTA 결승에서 단식 결승에 진출했다. 복식에서 페굴라는 코코 고프와 협력하여 2022 프렌치 오픈 결승에 진출했고 오스틴 크라이첵과 함께 2023 US 오픈 혼합 복식 결승에 진출했다.
2024년 코리아 오픈에서 우승하였다

## 생애
미국 뉴욕주 버팔로 시에서 미국프로미식축구 버팔로 빌스와 북미아이스하키리그 버팔로 세이버스의 구단주이자 순자산 70억 달러로 미국에서 가장 부유한 가문 중 하나인 테리와 킴 페굴라의 딸로 태어났다. 어머니 킴 페굴라 씨는 1974년 서울 노량진 파출소 앞에 버려져 이후 보육원에서 생활하다가 1969년 12월 미국에 입양되면서 보육원에서 얻은 성(姓)이 이름이 되었다.

## 참고문헌
1. ↑  김양희, 페굴라, ‘어머니의 나라’서 정상…코리아오픈 우승, 한겨레, 2023-10-15
2. ↑  황규인, 페굴라 “난 하프 코리안… 어머니의 나라서 우승, 아주 특별한 기분”, 동아일보, 2023-10-16

## 역대 기록

### 그랜드 슬램 결승

#### 단식: 1회 진출 (준우승 1회)
| 결과   | 연도 | 대회    | 코트 | 결승 상대       | 스코어   |
| 준우승 | 2024 | US 오픈 | 하드 | 아리나 사발렌카 | 5-7, 5-7 |